# Иронии на съдбата
„Иронии на съдбата“ (на английски: Random Hearts) е американска романтична драма от 1999 г. на режисьора Сидни Полак, сценарият е на Кърт Луедтке, базиран на едноименния роман, написан от Уорън Адлър. Във филма участват Харисън Форд, Кристин Скот Томас, Чарлс С. Дътън, Бони Хънт, Денис Хейсбърт, Ричард Дженкинс и Пол Гилфойл.